# Geokichla joiceyi
El zorzal de Seram (Geokichla joiceyi) es una especie de ave paseriforme de la familia Turdidae endémica de la isla de Seram, en Indonesia. Tradicionalmente se consideraba que era una subespecie del zorzal de Buru (Geokichla dumasi)

## Distribución y hábitat
Se encuentra únicamente en las selvas tropicales de las montañas de la isla de Seram, en el este del archipiélago de las Molucas. Está amenazado por la pérdida de hábitat.